# Лебедева, Елена Сергеевна
Еле́на Серге́евна Ле́бедева (род. 6 апреля 1979, Ленинград) — российская гимнастка, мастер спорта международного класса, призёрка чемпионата мира.
Родилась в 1979 году в Ленинграде. 
В 1993 году стала чемпионкой России в опорном прыжке. 
В 1994 году стала серебряным призёром чемпионата России в опорном прыжке, а на чемпионате мира в Брисбене завоевала бронзовую медаль в командном первенстве.